# Grevillea eriostachya
Espèce
Classification phylogénétique
Grevillea eriostachya  est une espèce de plantes à fleurs de la famille des Proteaceae. C'est un arbuste originaire de l'ouest de l'Australie. Il est trouvé en Australie-Occidentale, dans le sud-ouest du Territoire du Nord et dans le nord-ouest de l'Australie-Méridionale.
Il peut mesurer jusqu'à 2 mètres de hauteur. Les fleurs jaunes en panicules apparaissent à la fin de l'hiver ou au printemps ou après une pluie. Elles produisent du nectar consommé par les oiseaux et les Aborigènes.